# Спортивна гімнастика на літніх Олімпійських іграх 2004 — Кінь (чоловіки)
Змагання у вправах на коні в рамках турніру зі спортивної гімнастики на літніх Олімпійських іграх 2004 року відбулись 22 серпня 2004 року.

## Призери
| Золото              | Срібло                  | Бронза                   |
| Тен Хайбінь · Китай | Маріуш Урзіка · Румунія | Касіма Такехіро · Японія |

### Фінал
| Місце | Гімнаст                    | Стартова оцінка | Україна | Болгарія | Греція | Південна Корея | Грузія | Франція | Штраф | Результат |
| ----- | -------------------------- | --------------- | ------- | -------- | ------ | -------------- | ------ | ------- | ----- | --------- |
|       | Тен Хайбінь (CHN)          | 10.00           | 9.85    | 9.90     | 9.85   | 9.80           | 9.80   | 9.85    | —     | 9.837     |
|       | Маріуш Урзіка (ROU)        | 10.00           | 9.85    | 9.85     | 9.85   | 9.80           | 9.80   | 9.80    | —     | 9.825     |
|       | Касіма Такехіро (JPN)      | 10.00           | 9.80    | 9.75     | 9.75   | 9.80           | 9.80   | 9.80    | —     | 9.787     |
| 4     | Хуан Сю (CHN)              | 10.00           | 9.80    | 9.75     | 9.75   | 9.80           | 9.80   | 9.75    | —     | 9.775     |
| 5     | Віктор Кано (ESP)          | 10.00           | 9.80    | 9.80     | 9.80   | 9.70           | 9.65   | 9.75    | —     | 9.762     |
| 6     | Пол Гемм (USA)             | 10.00           | 9.75    | 9.75     | 9.75   | 9.65           | 9.70   | 9.75    | —     | 9.737     |
| 7     | Рунар Александерссон (ISL) | 10.00           | 9.65    | 9.75     | 9.75   | 9.70           | 9.70   | 9.75    | —     | 9.725     |
| 8     | Томіта Хіроюкі (JPN)       | 9.80            | 9.00    | 9.05     | 9.10   | 9.10           | 9.10   | 9.00    | —     | 9.062     |